# Ustrzyki Dolne (gemeente)
De gemeente Ustrzyki Dolne is een stad- en landgemeente in het Poolse woiwodschap Subkarpaten, in powiat Bieszczadzki.
De zetel van de gemeente is in Ustrzyki Dolne.
Op 30 juni 2004 telde de gemeente 17 714 inwoners.

## Oppervlakte gegevens
In 2002 bedroeg de totale oppervlakte van gemeente Ustrzyki Dolne 477,7 km², waarvan:
- agrarisch gebied: 31%
- bossen: 62%

De gemeente beslaat 41,97% van de totale oppervlakte van de powiat.

## Demografie
Stand op 30 juni 2004:
| Omschrijving                   | Totaal | Totaal | Vrouwen | Vrouwen | Mannen | Mannen |
| ------------------------------ | ------ | ------ | ------- | ------- | ------ | ------ |
| eenheid                        | aantal | %      | aantal  | %       | aantal | %      |
| inwoners                       | 17 714 | 100    | 8982    | 50,7    | 8732   | 49,3   |
| bevolkingsdichtheid (inw./km²) | 37,1   | 37,1   | 18,8    | 18,8    | 18,3   | 18,3   |

In 2002 bedroeg het gemiddelde inkomen per inwoner 1335,49 zł.

## Plaatsen
- Arłamów
- Bandrów Narodowy
- Brelików
- Brzegi Dolne
- Daszówka
- Dźwiniacz Dolny
- Grąziowa
- Hoszowczyk
- Hoszów
- Jałowe
- Jamna Dolna
- Jamna Górna
- Jureczkowa
- Krościenko
- Kwaszenina
- Leszczowate
- Liskowate
- Łobozew Dolny
- Łobozew Górny
- Łodyna
- Moczary
- Nowosielce Kozickie
- Równia
- Ropienka
- Sokole
- Serednica
- Stańkowa
- Teleśnica Oszwarowa
- Trójca
- Trzcianiec
- Ustjanowa Dolna
- Ustjanowa Górna
- Wojtkowa
- Wojtkówka
- Wola Romanowa
- Zadwórze
- Zawadka

## Aangrenzende gemeenten
Bircza, Czarna, Fredropol, Olszanica, Solina

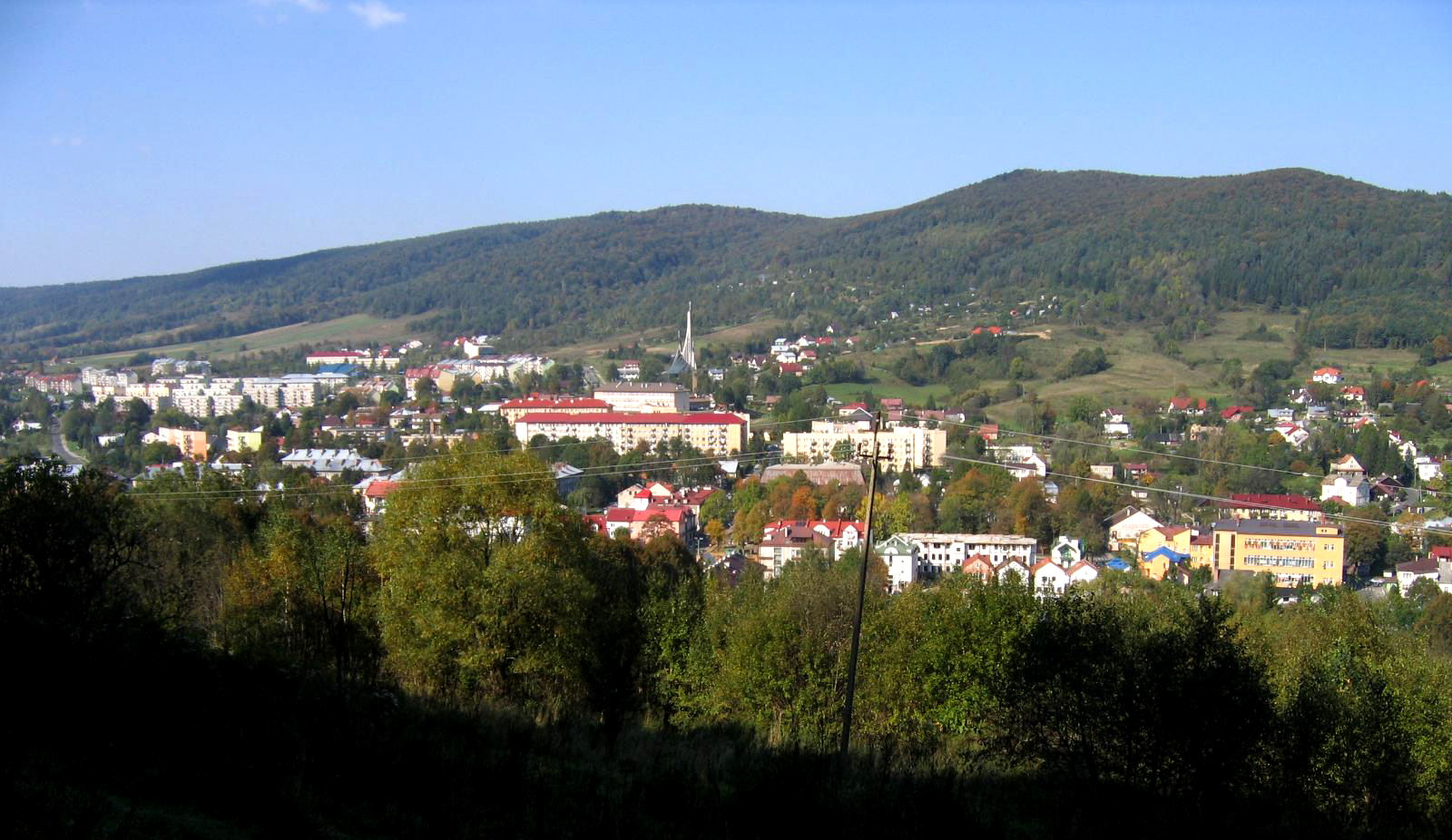
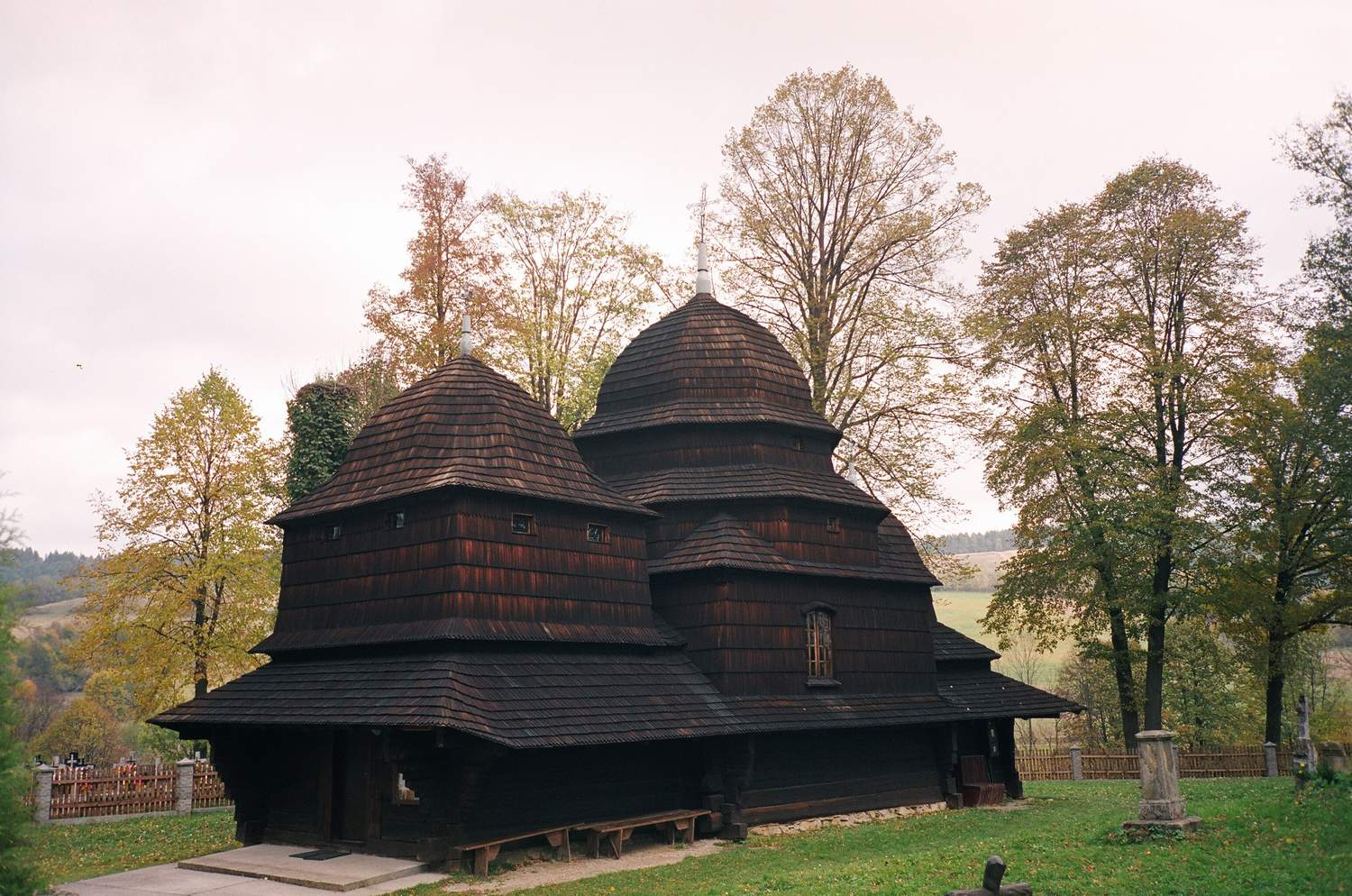